# Ematurga minuta
Ematurga minuta là một loài bướm đêm trong họ Geometridae.